# Ondrej Nepela Memorial de 2012
Ondrej Nepela Memorial de 2012 foi a vigésima edição do Ondrej Nepela Memorial, um evento anual de patinação artística no gelo, sendo parte do calendário sênior internacional. A competição foi disputada entre os dias 3 de outubro e 7 de outubro, na cidade de Bratislava, Eslováquia.

## Eventos
- Individual masculino
- Individual feminino
- Duplas
- Dança no gelo

## Medalhistas
| Evento                        | Ouro                                            | Prata                                         | Bronze                                           |
| Individual masculino detalhes | Tatsuki Machida · Japão                         | Daisuke Murakami · Japão                      | Tomáš Verner · República Tcheca                  |
| Individual feminino detalhes  | Jenna McCorkell · Reino Unido                   | Monika Simančíková · Eslováquia               | Eliška Březinová · República Tcheca              |
| Duplas detalhes               | Anastasia Martiusheva · Alexei Rogonov · Rússia | Stefania Berton · Ondřej Hotárek · Itália     | Nicole Della Monica · Matteo Guarise · Itália    |
| Dança no gelo detalhes        | Kaitlyn Weaver · Andrew Poje · Canadá           | Lorenza Alessandrini · Simone Vaturi · Itália | Charlotte Aiken · Joshua Whidborne · Reino Unido |

## Resultados

### Individual masculino
| Pos.              | Nome             | Nacionalidade    | Pontos | PC         | PL         |
| ----------------- | ---------------- | ---------------- | ------ | ---------- | ---------- |
| Medalha de ouro   | Tatsuki Machida  | Japão            | 227.58 | 77.82 (1)  | 149.76 (1) |
| Medalha de prata  | Daisuke Murakami | Japão            | 206.99 | 69.12 (3)  | 137.87 (3) |
| Medalha de bronze | Tomáš Verner     | República Tcheca | 194.91 | 71.23 (2)  | 123.68 (4) |
| 4                 | Kevin Reynolds   | Canadá           | 192.12 | 52.40 (6)  | 139.72 (2) |
| 5                 | Artem Borodulin  | Rússia           | 180.17 | 58.13 (5)  | 122.04 (5) |
| 6                 | Pavel Kaška      | República Tcheca | 174.89 | 58.85 (4)  | 116.04 (6) |
| 7                 | Zoltán Kelemen   | Romênia          | 158.19 | 50.11 (8)  | 108.08 (7) |
| 8                 | Stéphane Walker  | Suíça            | 148.94 | 45.96 (11) | 102.98 (8) |
| 9                 | Justus Strid     | Dinamarca        | 147.88 | 50.35 (7)  | 97.53 (11) |
| 10                | Harry Mattick    | Reino Unido      | 142.94 | 43.75 (12) | 99.19 (10) |
| 11                | Kamil Białas     | Polônia          | 141.68 | 49.08 (9)  | 92.60 (13) |
| 12                | Dmitri Ignatenko | Ucrânia          | 136.91 | 36.87 (16) | 100.04 (9) |
| 13                | Maverick Eguia   | Filipinas        | 135.05 | 48.14 (10) | 86.91 (15) |
| 14                | Vitaly Luchanok  | Bielorrússia     | 134.90 | 42.01 (13) | 92.89 (12) |
| 15                | David Richardson | Reino Unido      | 131.17 | 38.57 (15) | 92.60 (14) |
| 16                | Mark Webster     | Austrália        | 127.32 | 41.28 (14) | 86.04 (16) |
| 17                | Marco Klepoch    | Eslováquia       | 93.56  | 30.44 (17) | 63.12 (17) |

### Individual feminino
| Pos.              | Nome                    | Nacionalidade    | Pontos | PC         | PL         |
| ----------------- | ----------------------- | ---------------- | ------ | ---------- | ---------- |
| Medalha de ouro   | Jenna McCorkell         | Reino Unido      | 144.10 | 52.13 (1)  | 91.97 (1)  |
| Medalha de prata  | Monika Simančíková      | Eslováquia       | 134.62 | 46.95 (2)  | 87.67 (3)  |
| Medalha de bronze | Eliška Březinová        | República Tcheca | 129.98 | 40.00 (9)  | 89.98 (2)  |
| 4                 | Myriam Leuenberger      | Suíça            | 123.81 | 46.07 (3)  | 77.74 (5)  |
| 5                 | Alexandra Kunová        | Eslováquia       | 119.84 | 40.26 (8)  | 79.58 (4)  |
| 6                 | Roberta Rodighiero      | Itália           | 118.51 | 45.41 (5)  | 73.10 (6)  |
| 7                 | Yuki Nishino            | Japão            | 117.91 | 45.98 (4)  | 71.93 (7)  |
| 8                 | Nika Cerič              | Eslovênia        | 111.29 | 40.99 (7)  | 70.30 (10) |
| 9                 | Daša Grm                | Eslovênia        | 109.10 | 37.44 (15) | 71.66 (8)  |
| 10                | Kerstin Frank           | Áustria          | 108.10 | 39.08 (12) | 69.02 (12) |
| 11                | Francesa Rio            | Itália           | 107.70 | 39.59 (13) | 69.98 (11) |
| 12                | Nicole Graf             | Suíça            | 107.14 | 36.38 (18) | 70.76 (9)  |
| 13                | Kaat van Daele          | Bélgica          | 106.80 | 39.98 (10) | 66.82 (14) |
| 14                | Laura Raszykova         | República Tcheca | 106.48 | 37.58 (14) | 68.90 (13) |
| 15                | Reyna Hamui             | México           | 104.11 | 41.29 (6)  | 62.82 (18) |
| 16                | Karly Robertson         | Reino Unido      | 103.95 | 37.20 (17) | 66.75 (15) |
| 17                | Marina Seeh             | Sérvia           | 101.82 | 36.02 (19) | 65.80 (16) |
| 18                | Mirna Librić            | Croácia          | 101.74 | 39.59 (11) | 62.15 (19) |
| 19                | Nicola Rajičová         | Eslováquia       | 100.15 | 37.23 (16) | 62.92 (17) |
| 20                | Mary Ro Reyes           | México           | 94.58  | 32.90 (20) | 61.68 (20) |
| 21                | Anita Michalek          | Polônia          | 85.33  | 29.42 (23) | 55.91 (22) |
| 22                | Nastasiya Lobachevskaya | República Tcheca | 83.07  | 32.52 (21) | 50.55 (24) |
| 23                | Erika Viteková          | Eslováquia       | 81.66  | 29.83 (22) | 51.83 (23) |
| 24                | Katherine Dano          | Filipinas        | 78.58  | 22.51 (25) | 56.07 (21) |
| 25                | Christina Grill         | Áustria          | 72.29  | 29.83 (22) | 51.83 (23) |
| WD                | Isabelle Pieman         | Bélgica          | —      | — (WD)     |            |

### Duplas
| Pos.              | Nome                                   | Nacionalidade | Pontos | PC        | PL        |
| ----------------- | -------------------------------------- | ------------- | ------ | --------- | --------- |
| Medalha de ouro   | Anastasia Martiusheva / Alexei Rogonov | Rússia        | 142.86 | 45.56 (2) | 97.30 (1) |
| Medalha de prata  | Stefania Berton / Ondřej Hotárek       | Itália        | 137.12 | 49.28 (1) | 87.84 (2) |
| Medalha de bronze | Nicole Della Monica / Matteo Guarise   | Itália        | 117.14 | 39.28 (3) | 77.86 (3) |

### Dança no gelo
| Pos.              | Nome                                     | Nacionalidade    | Pontos | PC         | PL         |
| ----------------- | ---------------------------------------- | ---------------- | ------ | ---------- | ---------- |
| Medalha de ouro   | Kaitlyn Weaver / Andrew Poje             | Canadá           | 161.38 | 63.77 (1)  | 97.61 (1)  |
| Medalha de prata  | Lorenza Alessandrini / Simone Vaturi     | Itália           | 126.87 | 48.83 (2)  | 78.04 (2)  |
| Medalha de bronze | Charlotte Aiken / Joshua Whidborne       | Reino Unido      | 118.50 | 47.69 (3)  | 70.81 (3)  |
| 4                 | Danielle O'Brien / Gregory Merriman      | Austrália        | 111.25 | 44.11 (6)  | 67.14 (4)  |
| 5                 | Lucie Myslivečková / Neil Brown          | República Tcheca | 109.34 | 46.94 (4)  | 62.40 (6)  |
| 6                 | Federica Testa / Lukáš Csolley           | Eslováquia       | 107.24 | 41.85 (9)  | 65.39 (5)  |
| 7                 | Zsuzsanna Nagy / Máté Fejes              | Hungria          | 106.27 | 44.21 (5)  | 62.06 (7)  |
| 8                 | Gabriela Kubová / Dmitri Kiselev         | República Tcheca | 93.85  | 42.93 (7)  | 50.92 (11) |
| 9                 | Angela Telegina / Otar Japaridze         | Geórgia          | 92.87  | 42.20 (8)  | 50.67 (12) |
| 10                | Alexandra Zvorigina / Maciej Bernadowski | Polônia          | 92.04  | 39.24 (10) | 52.80 (10) |
| 11                | Nadezhda Frolenkova / Vitali Nikiforov   | Ucrânia          | 91.63  | 38.68 (11) | 52.95 (9)  |
| 12                | Sophie Jones / Jordan Brown              | Reino Unido      | 85.40  | 30.73 (12) | 54.67 (8)  |
| WD                | Emanuela Porter / Bruce Porter           | Azerbaijão       | —      | — (WD)     |            |

## Quadro de medalhas
| Ordem | País             | Medalha de ouro | Medalha de prata | Medalha de bronze |    | Ordem por total |
| ----- | ---------------- | --------------- | ---------------- | ----------------- | -- | --------------- |
| 1     | Japão            | 1               | 1                |                   | 2  | 2               |
| 2     | Reino Unido      | 1               |                  | 1                 | 2  | 2               |
| 3     | Canadá           | 1               |                  |                   | 1  | 5               |
| 3     | Rússia           | 1               |                  |                   | 1  | 5               |
| 5     | Itália           |                 | 2                | 1                 | 3  | 1               |
| 6     | Eslováquia       |                 | 1                |                   | 1  | 5               |
| 7     | República Tcheca |                 |                  | 2                 | 2  | 2               |
| TOTAL | TOTAL            | 4               | 4                | 4                 | 12 | —               |